# ویتا زوبچنکو
ویتا زوبچنکو (انگلیسی: Vita Zubchenko؛ زادهٔ ۴ مارس ۱۹۸۹) ژیمناست ریتمیک  اهل اوکراین است.